# Place (Skarżysko-Kamienna)
Place – osiedle administracyjne i część miasta Skarżyska-Kamiennej, usytuowane w północno-środkowej części miasta.
Osiedle obejmuje tereny na północ od torów kolejowych w rejonie ulicy Armii Krajowej. Znajduje się tu Bazylika Matki Bożej Ostrobramskiej z 1989 roku, kopia Ostrej Bramy w Wilnie.

## Zasięg terytorialny
Osiedle obejmuje następujące ulice: Armii Krajowej od nr 10 do końca (parzyste); od nr 1 do końca (nieparzyste) Gajowa, Grabowa, Grottgera, Konarskiego od nr 26 do końca(parzyste) oraz od nr 19 do 31 i od nr 39 do końca (nieparzyste); Krakowska od nr 146 do końca (parzyste); Łowiecka, Moniuszki od nr 38 do końca (parzyste) i od nr 19 do końca (nieparzyste); Orla: Aleja Marszałka J. Piłsudskiego od nr 16 do nr 22a (parzyste) i od nr 1 do nr 13 (nieparzyste); Ks. Jerzego Popiełuszki od nr 2 do nr 10 (parzyste) i od nr 1 do nr 9 (nieparzyste); Sienkiewicza; Stokowa; Szpitalna; Świętokrzyska, Wiejska od nr 2 do nr24 (parzyste) i od nr 1 do nr 3 (nieparzyste); Wileńska; Wyspiańskiego.